# ヒョンデ・i20 N ラリー1
ヒョンデ・i20 N ラリー1（Hyundai i20 N Rally1）は、ヒョンデが2022年から世界ラリー選手権（WRC）に投入しているラリーカー。

## 概要
2022年に施行された「ラリー1」規定に沿って開発されており、WRカーからは共通ハイブリッドシステムの搭載、トランスミッションの5速化・シーケンシャルシフト化、アクティブセンターデフの廃止などの変更が行われている。
ベース車両はヒョンデ・i20 Nだが、ラリー1規定により市販車に由来しないパイプフレームボディとなっている。エンジンは先代i20NクーペWRC同様、直列4気筒1.6Lターボの「GRE」が継続される。
設計者はMスポーツからヘッドハントしたクリスチャン・ロリオー。彼はプロドライブでスバル・インプレッサWRC、MスポーツでフォーカスWRCやフィエスタRS WRC、ベントレー・コンチネンタルGT3などを設計しタイトルを獲得してきた実績の持ち主で、独特の設計思想から「鬼才」と称される人物でもある。i20 N ラリー1でも、ハイブリッドシステムの冷却系が外から見えないリアセクションの設計や、ロリオーがかつてフォーカスRS WRC 03にいち早く採用して一躍名を馳せたのと同様の傾斜角の大きいサスペンション設計など、ライバル車では見られない設計が多く採用されている。

## 活動

### 2022年
前年トヨタに大敗を喫したヒョンデは、チーム代表のアンドレア・アダモを更迭。ヒョンデ・モータースポーツGmbhのスコット・ノー社長が臨時でチーム代表に就任したが、4月の社長交代によりショーン・キムがすぐに代わった。キムはWRCプログラムも管理すると報じられていたが、実際には代表の座は空席となっている。現場の統括は副代表のジュリアン・モンセが担う状態でシーズンを過ごしている。この奇妙な体制について巷で様々な憶測が飛び交ったが、8月に同社は異例の声明を出して副代表を支持した。
ドライバー体制は複数年契約を結んだティエリー・ヌービルとオイット・タナクのダブルエース体制を継続。3台目をダニ・ソルドとシェアしていたクレイグ・ブリーンがMスポーツ・フォードへ移籍し、若きオリバー・ソルベルグが代わりにシェアすることとなる。
「他社が実車テストを始めた頃に開発に取り掛かり始めた」とモンセが語っている通り、本社がラリー1規定の開発にGOサインを出したのはライベルたちよりも半年近く遅かった。開発責任者のロリオーのヒョンデ加入も2021年5月と遅く、開発テストはとても満足にできたとは言えなかった。幸い、前規定から持ち越したエンジンの優秀性が生き、ストレートでの速さはトヨタを凌ぐレベルに達していた。だがWRカー時代に引き続き、序盤は主にグラベルで信頼性不足による様々なトラブルが頻発しており、ドライバーたちのフラストレーションの原因となっていた。後半戦では信頼性の改善が見られたが、ハイブリッドシステムの取扱いに関連する細かいペナルティはシーズンを通して相次いだ。
Mスポーツ・フォードが開幕戦、トヨタが第2～4戦で三連勝したのに比べると、ヒョンデの初勝利は第5戦イタリアと少々遅めとなった。しかし後半戦ラリー・フィンランド、イープル・ラリー、アクロポリス・ラリーと3連勝。中でもアクロポリスではヒョンデ史上初の表彰台独占を達成し、一時は首位のトヨタのカッレ・ロバンペラと100点差近かったドライバーズポイントを50点近くにまで縮めて大逆転王者達成へと迫った。しかし以降は反撃を許し、2年連続での無冠が最終戦前に確定した。
米国の大手ラリーメディア『Dirt Fish』の取材によると、アダモはタナクに合わせた新マシン開発を約束していたが、そのアダモの電撃離脱により、ドライビングのスタイルの大きく異なる両者のエンジニアリングが混乱を生じたとされる。
ヌービルとタナクに直接の諍いは無く、ヌービルはタナクとのコンビ継続を望んでいたが、タナクはシーズン中しばしチームの体制や判断に対する疑問や批判とも取れる言動をメディアに向けて行っていた。タイトルが決定した第12戦ラリー・スペインの直後に、タナクはオプションを行使して契約途中でのチーム離脱を表明した。またこれに先立ち、ソルベルグは解雇が発表されている。

### 2023年
タナク離脱後の穴は前年トヨタにいたエサペッカ・ラッピが、ソルベルグの穴は出戻りのクレイグ・ブリーンがそれぞれ埋めた。また1年間空白だったチーム代表の座には、ケータハムとルノーのF1チーム代表を歴任したシリル・アビテブールが就いた。